# Misión jesuítica de San Cosme y Damián

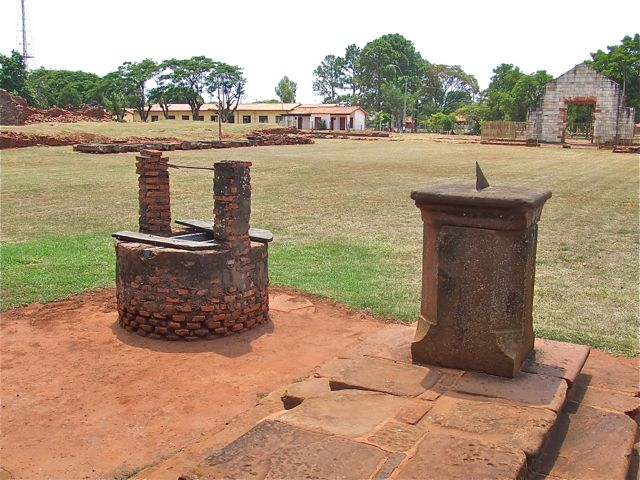
Restos de la misión de San Cosme y Damian

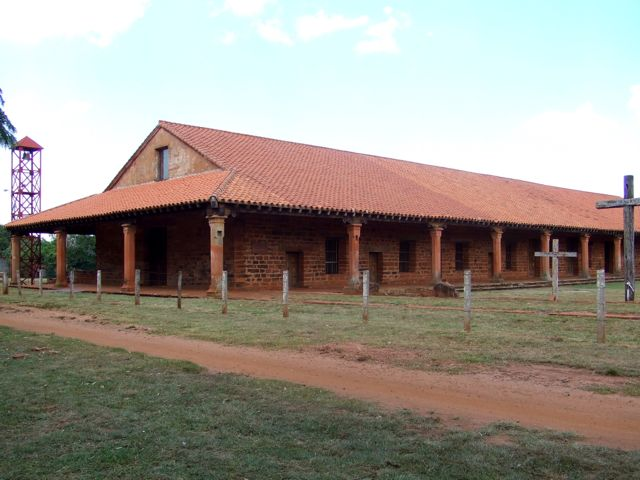
Iglesia de la Reducción

La misión jesuita de San Cosme y Damian es una única arquitectura de dos pisos en la que todavía se mantienen el cielo raso con varias de sus pinturas originales. Esta misión fue el principal observatorio astronómico de la época colonial en Sudamérica, donde los jesuitas ponían sus telescopios y sus cuadrantes.

## Ubicación
Se encuentra en el departamento de Itapúa, frente al río Paraná, y a 342 kilómetros de la ciudad de Asunción, capital del Paraguay. También se encuentra cercana a la ciudad de Ayolas, en el departamento de misiones, y cercana al parque nacional Antiguo.

## Características
Estas se destacan por su colegio, el único en pie y representativo de las 30 reducciones que se conservan y porque allí estaba instalado el antiguo observatorio astronómico jesuítico.

## Historia
La fundación de las misiones se llevó a cabo por la Compañía de Jesús. La misión fue fundada en 1632 por el Padre Adriano Formoso que la convirtió en el principal centro astronómico de América del Sur. El Padre Buenaventura Suárez inició desde 1703 trabajos y estudios sobre astronomía. Ayudado por los indígenas construyó telescopios, cuadrantes y un reloj de sol, que aunque rudimentarios eran exactos en su funcionamiento. Realizaron con ellos trabajos de investigación que fueron dados a conocer en Europa. De aquel centro científico hoy queda un reloj de sol que asombra por su precisión. Su iglesia fue recientemente rehabilitada para el culto con imágenes de gran valor, entre ellas la de San Cosme y Damián.
- Datos: Q16608012